# مارکوس کامبی
مارکوس کامبی (انگلیسی: Marcus Camby؛ زادهٔ ۲۲ مارس ۱۹۷۴) بازیکن بسکتبال اهل ایالات متحده آمریکا است.
وی همچنین برندهٔ جوایزی همچون جایزه سال بازیکن دفاعی ان‌بی‌ای شده‌است.
از باشگاه‌هایی که در آن بازی کرده‌است می‌توان به تورنتو رپترز، پورتلند تریل بلیزرز، نیویورک نیکس، لس آنجلس کلیپرز، هیوستون راکتس، و دنور ناگتس اشاره کرد.